# Aljoša Vojnović
Aljoša Vojnović (Eszék, 1985. október 24. –) horvát utánpótlás válogatott labdarúgó.

## Pályafutása

### Klubcsapatokban
Vojnović a horvát NK Osijek akadémiáján nevelkedett, de megfordult a német 1860 Münchennél is, ahol Marco Kurz edző szerint jó benyomást tett a csapat szakmai stábjára. 2003-ban lett az eszéki felnőtt csapat tagja. Pályafutása során számos horvát csapatban megfordult, így játszott az NK Metalac Osijek, NK Croatia Sesvete, NK Slaven Belupo, RNK Split ls az Istra 1961 együtteseiben is, valamint futballozott Norvégiában, Ausztriában, Iránban, Romániában. A 2018-2019-es szezonban a Zalaegerszegi TE FC játékosa volt, de sérülés miatt csak hét bajnoki mérkőzésen tudott pályára lépni, ezeken két gólt szerzett, ezzel hozzájárulva a csapat bajnoki címéhez és feljutásához az élvonalba. A 2019-2020-as szezon előtt a szintén élvonalbeli újonc Kaposvári Rákóczi igazolta le.

### A válogatottban
Többszörös horvát utánpótlás-válogatott labdarúgó.

## Sikerei, díjai
- Zalaegerszegi TE FC
  - NB II-es bajnok: 2018–19